# Chasse à cœurs
Pour plus de détails, voir Fiche technique et Distribution.
Chasse à cœurs (Cross My Heart) est un film américain réalisé par Armyan Bernstein (en), sorti en 1987.

## Synopsis
David et Kathy ont rendez-vous pour la troisième fois et la ferme intention d'impressionner et de conquérir le cœur de l'autre. Peu sûrs d'eux et de leur passé, chacun se réinvente une vie et un personnage...

## Fiche technique
- Titre : Chasse à cœurs
- Titre original : Cross My Heart
- Réalisation : Armyan Bernstein (en)
- Scénario : Armyan Bernstein (en) et Gail Parent
- Musique : Bruce Broughton
- Pays d'origine :  États-Unis
- Sociétés de production : Universal Pictures et Northern
- Genre : Comédie
- Durée : 90 minutes
- Date de sortie : 13 novembre 1987

## Distribution
- Martin Short : David Morgan
- Annette O'Toole : Kathy
- Paul Reiser : Bruce Gaynor
- Joanna Kerns : Nancy
- Jessica Puscas : Jessica
- Lee Arenberg : le préposé du stationnement
- Corinne Bohrer : Susan
- Jason Stuart : le serveur
- Shelley Taylor Morgan : une femme au restaurent
- Eric Poppick : Maitre D
- Steven J. Zmed : le préposé au spa tâtonnant